# فرمانده کل ارتش جمهوری اسلامی ایران
فرمانده کل ارتش جمهوری اسلامی ایران بلندپایه‌ترین سمت در ارتش جمهوری اسلامی ایران است که به نیابت از فرماندهی کل قوا بر نیروهای چهارگانهٔ ارتش فرماندهی می‌کند. این سمت تا هفته اول مهرماه ۱۳۷۷ وجود نداشت و تا آن زمان رئیس ستاد مشترک ارتش بلندپایه‌ترین مقام ارتشی بود.
در ۸ مهرماه ۱۳۷۷ سید علی خامنه‌ای، با این اعتقاد که ارتش باید فرماندهی متمرکز و مستقلی داشته باشد، علی شهبازی (رئیس وقت ستاد مشترک ارتش) را به عنوان نخستین فرماندهٔ کل ارتش گماشت.

## فهرست
| ر. | نگاره | نام                                    | شاخه  | آغاز تصدی      | پایان تصدی     | طول دوران               | سمت‌های پیشین | منابع       |
| -- | ----- | -------------------------------------- | ----- | -------------- | -------------- | ----------------------- | --- | ----------- |
| ۱  |       | سرلشکر علی شهبازی (زادهٔ ۱۳۱۵)          | نزاجا | ۸ مهر ۱۳۷۷     | ۱ خرداد ۱۳۷۹   | ۱ سال، ۷ ماه و ۲۱ روز   | معاون هماهنگ‌کننده ستاد مشترک ارتش (۱۳۶۷–۱۳۶۳) • رئیس ستاد مشترک ارتش (۱۳۷۷–۱۳۶۷) | [ ۲ ]       |
| ۲  |       | سرلشکر محمد سلیمی (۱۳۹۴–۱۳۱۶)          | نزاجا | ۱ خرداد ۱۳۷۹   | ۲۰ شهریور ۱۳۸۴ | ۵ سال، ۳ ماه و ۲۱ روز   | سمت‌های غیرنظامی: وزیر دفاع ملی (۱۳۶۳–۱۳۶۰) | [ ۳ ]       |
| ۳  |       | سرلشکر عطاءالله صالحی (زادهٔ ۱۳۲۷)      | نزاجا | ۲۰ شهریور ۱۳۸۴ | ۳۰ مرداد ۱۳۹۶  | ۱۱ سال، ۱۱ ماه و ۱۰ روز | فرمانده قرارگاه منطقه‌ای شمال‌شرق نزاجا (۱۳۷۷– ؟) • فرمانده دانشگاه افسری امام علی (۱۳۸۰–۱۳۷۷) • معاون نیروی انسانی ستاد کل نیروهای مسلح (۱۳۸۲–۱۳۸۰) • معاون بازرسی ستاد کل نیروهای مسلح (۱۳۸۴–۱۳۸۲) | [ ۴ ]       |
| ۴  |       | سرلشکر سید عبدالرحیم موسوی (زادهٔ ۱۳۳۸) | نزاجا | ۳۰ مرداد ۱۳۹۶  | ۲۳ خرداد ۱۴۰۴  | ۷ سال، ۹ ماه و ۲۳ روز   | فرمانده دانشگاه افسری امام علی (۱۳۸۴–۱۳۸۰) • رئیس ستاد مشترک ارتش (۱۳۸۷–۱۳۸۴) • رئیس مرکز مطالعات راهبردی ارتش (۱۳۹۵–۱۳۸۴) • جانشین فرمانده کل ارتش (۱۳۹۵–۱۳۸۷) • جانشین رئیس ستاد کل نیروهای مسلح (۱۳۹۶–۱۳۹۵) | [ ۵ ] [ ۱ ] |
| ۵  |       | سرلشکر امیر حاتمی (زادهٔ ۱۳۴۵)          | نزاجا | ۲۳ خرداد ۱۴۰۴  | در حال تصدی    | ۲ ماه و ۲ روز           | معاون اطلاعات ستاد مشترک ارتش (۱۳۸۴–۱۳۷۷) • معاون نیروی انسانی ستاد کل نیروهای مسلح (۱۳۹۰–۱۳۸۵) • جانشین معاون ارکان و امور مشترک ستاد کل نیروهای مسلح (۱۳۹۲–۱۳۹۰) • مشاور فرمانده کل نیروهای مسلح در امور ارتش (۱۴۰۴–۱۴۰۰) سمت‌های غیرنظامی: قائم‌مقام وزیر دفاع و پشتیبانی نیروهای مسلح (۱۳۹۶–۱۳۹۲) • وزیر دفاع و پشتیبانی نیروهای مسلح (۱۴۰۰–۱۳۹۶) |             |

## پی‌نوشت‌ها
1. 1 2  «فرماندهان کل ارتش جمهوری اسلامی و مهم‌ترین اقداماتشان».
2. ↑  انتصاب تیمسار سرلشکر علی شهبازی به فرماندهی ارتش.
3. ↑  انتصاب امیر سرتیپ‌ محمد سلیمی به سمت‌ فرماندهی کل‌ ارتش‌.
4. ↑  انتصاب امیر سرلشکر عطاءالله صالحی به فرماندهی کل ارتش جمهوری اسلامی ایران.
5. ↑  انتصاب فرمانده کل ارتش و جانشین رئیس ستاد کل نیروهای مسلح.